# Małopłytkowość poheparynowa
Małopłytkowość poheparynowa (ang. heparin induced thrombocytopenia, HIT) – skaza krwotoczna, objawiająca się w trakcie terapii heparyną, zarówno niefrakcjonowaną jak i drobnocząsteczkową.

## Patogeneza
Heparyna łączy się z czynnikiem płytkowym 4 (PF4), uwalnianym z ziarnistości α trombocytów,  tworząc neoepitop, przeciw któremu powstają przeciwciała IgG (przeciwciała HIT). Przeciwciała te są w stanie zarówno wbudowywać się za pomocą fragmentu Fab do kompleksu heparyna-PF4, jak i za pomocą fragmentu Fc do receptora Fc płytek krwi, przez co dochodzi do aktywacji płytek i dalszej degranulacji ziarnistości uwalniających PF4 oraz inne mikrocząsteczki prozakrzepowe. Skutkiem tego jest wzmożona agregacja płytek wewnątrz naczyń krwionośnych. Tworzące się zakrzepy, zawierające znaczne ilości trombocytów, są usuwane z krążenia, co prowadzi do małopłytkowości. W przebiegu choroby dochodzi także do uszkodzenia śródbłonka, na skutek wbudowywania się wydzielanego w większych ilościach PF4 do polisacharydów powierzchniowych śródbłonka i następującego atakowania powstałych kompleksów przez przeciwciała HIT. Prowadzi to do zwiększenia wydzielania czynnika tkankowego oraz wzrostu gotowości zakrzepowej. Opisane wyżej zmiany są przyczyną wielu groźnych powikłań zatorowo-zakrzepowych, takich jak:
- zatorowość płucna
- zawał mięśnia sercowego
- udar mózgu
- zatory tętnic kończyn
- inne zatory w nietypowych lokalizacjach (np. nadnercza, skóra, żyła wrotna)

## Typy choroby

### HIT typu I
HIT typu I charakteryzuje się zwykle niewielkim spadkiem liczby trombocytów (zazwyczaj PLT > 100 000/μl) w ciągu 2–4 pierwszych dni stosowania heparyny (najczęściej niefrakcjonowanej). Zwykle nie dochodzi do żadnych klinicznych następstw, a liczba płytek wyrównuje się, pomimo ciągłego leczenia heparyną. Prawdopodobnie jest wywoływany mechanizmami nieimmunologicznymi. Dotyczy ok. 10–20% osób leczonych heparyną.

### HIT typu II
HIT typu II dotyczy 0,3–3% osób leczonych heparynami. Stwierdza się znaczny spadek liczby płytek (do 30 000–50 000/μl) w ciągu 4–10 dni od rozpoczęcia terapii. Ryzyko zakrzepicy żylnej lub tętniczej wzrasta 20–40 razy i obserwuje się ją u 30–75% chorych. Ta postać ma charakter immunologiczny.

## Rozpoznanie
Potwierdzeniem laboratoryjnym małopłytkowości poheparynowej jest immunoenzymatyczne oznaczenie przeciwciał przeciwko kompleksowi heparyna-PF4. 
Komercyjne immunologiczne testy wykrywające przeciwciała igG mogą one dawać niespecyficzne wyniki tj. wynik dodatni pojawia się nie tylko dla przeciwciał igG. Dlatego warto rozważyć wykonanie dodatkowo testu obecności serotoniny uwalnianej z trobocytów (platelet serotonine release assay SRA), który jest specyficzny dla diagnostyki HIT.

## Leczenie
Należy natychmiast odstawić stosowane heparyny. Kontynuacja leczenia przeciwzakrzepowego może być prowadzona przy pomocy bezpośrednich inhibitorów trombiny, czyli hirudyny (lepirudyna) lub jej syntetycznych analogów (biwalirudyna, argatroban). Należy przerwać podawanie acenokumarolu i podać witaminę K.